# Безупинне дитя
Безупинне дитя (англ. The Non-Stop Kid) — американська короткометражна кінокомедія режисера Гілберта Претта 1918 року.

## Сюжет
Гарольд закоханий у дівчину, але її батько хоче видати її заміж за професора. Гарольд переодягнувся професором і прийшов в будинок коханої на вечірку.

## У ролях
- Гарольд Ллойд — Гарольд
- Снуб Поллард — Снуб
- Бібі Данієлс — міс Віггл
- Вільям Блейсделл — батько Бебе
- Семмі Брукс — низький бородань
- Біллі Фей — професор Фей
- Вільям Гіллеспі
- Лью Гарві
- Бад Джеймісон
- Маргарет Джослін